# Mascaraàs-Haron
Mascaraàs-Haron là một xã thuộc tỉnh Pyrénées-Atlantiques trong vùng Nouvelle-Aquitaine miền tây nam nước Pháp.